# 臍孔褐帶瓷螺
臍孔褐帶瓷螺（学名：Niso hizenensis）为瓷螺科臍瓷螺屬下的一个种。